# Большое Мошно
Большое Мошно — озеро на западе Тверской области России, располагается в юго-восточной части территории Торопецкого района на западной окраине Валдайской возвышенности. Принадлежит бассейну Западной Двины.
Уровень уреза воды в озере находится на высоте 199 м над уровнем моря. Площадь водной поверхности — 1,3 км². Длина береговой линии — 4,4 км. На северо-западе сообщается с соседним озером Малое Мошно. Сток идёт на север в Окчу, приток Западной Двины.
К северу от Большого Мошна расположены озёра Глубокое и Мелкое.